# 傑克·庫珀
傑克·庫珀（英語：Jake Cooper；1995年2月3日—）是一位英格蘭足球運動員。在場上的位置是後衛。他現在效力於英格蘭足球冠軍聯賽球隊米尔沃尔。他也代表英格蘭U18和U19國家隊參賽。

## 外部連結
- Jake Cooper profile at Reading F.C.
- 傑克·庫珀的X（前Twitter）
- 足球数据库：傑克·庫珀的球员统计数据
- Soccerway資料庫：傑克·庫珀